# Heterolepis aliena
Heterolepis aliena là một loài thực vật có hoa trong họ Cúc. Loài này được (L.f.) Druce mô tả khoa học đầu tiên năm 1917.